# The Babysitter and the Man Upstairs
The Babysitter and the Man Upstairs (dt. sinnbildl. „Die Babysitterin und der Mann im Obergeschoss“) ist eine moderne Sage aus den USA. Sie handelt von einer Babysitterin, die des Nachts mehrmals von einem unbekannten Mann angerufen wird.

## Inhalt
Eine Jugendliche passt auf zwei Kinder auf, deren Eltern ausgegangen sind. Sie bringt die Kinder im Obergeschoss zu Bett und setzt sich unten ins Wohnzimmer um fernzusehen. Das Telefon klingelt und ein fremder Mann fordert die Babysitterin auf, nach oben zu kommen. Sie hält den Anruf für einen Scherzanruf und legt auf, ohne der Aufforderung nachzukommen. Kurz darauf ruft der Mann wieder an und sagt, es wäre besser, wenn sie nach den Kindern sähe. Nun bekommt sie Angst, legt sofort wieder auf und ruft die Polizei an. Diese wiederum bittet die Babysitterin, den Fremden bei einem nächsten Anruf hinzuhalten, damit dessen Aufenthaltsort ermittelt werden könne. Als wenige Minuten später der Mann erneut anruft, versucht sie, ihn in ein Gespräch zu verwickeln, doch diesmal legt der Mann auf. Nur Sekunden später meldet sich die Polizei: Sie solle schnellstens das Haus verlassen. Das Mädchen rennt hinaus und wird in der Einfahrt von den eintreffenden Polizisten empfangen. Dort erklären ihr die Beamten, dass die Anrufe von einem Zweit-Telefon im selben Haus stammten. Es stellt sich heraus, dass die Kinder bereits tot waren und der Mann es nun auch auf die Babysitterin abgesehen hatte.

## Hintergründe
Die Sage entstand spätestens in den 1960er Jahren und wird heute in mehreren Varianten erzählt. Die Anzahl der Kinder schwankt und auch das Verhalten des Mannes wird unterschiedlich beschrieben: manchmal spreche der Mann gar nicht, sondern lache oder atme nur obszön. In abweichenden Erzählungen ruft die Frau erst bei der Notrufstelle an, welche sie an die Polizei weiterleite. In manchen Varianten sieht das Mädchen den Mörder, kann aber flüchten und verständigt dann erst die Polizei. In einer drastischeren Variante schließlich endet die Geschichte damit, dass der Anrufer in Wahrheit der ältere Bruder der beiden Kinder war und nun mit einem Küchenmesser im Kinderzimmer auf die Babysitterin wartet.
Folkloristen vermuten, dass die Sage auf den historischen Umstand zurückgeht, dass sich in den 1960er und 1970er immer mehr junge Frauen verselbstständigten und Babysitterstellen immer beliebter wurden. Junge Frauen trauten sich nun, auch alleine in fremden Haushalten zu arbeiten, was sie zu begehrlichen Opfern von Gewaltverbrechen machte. Kernelement der Sage sei eben (unter anderem), dass das Opfer stets allein im Haus ist und bei seiner wichtigsten Aufgabe, nämlich auf die Kinder aufzupassen, scheitere. Daher spiegelt die Legende vielleicht auch die typischen Versagensängste junger, werdender Mütter wieder. Die Position des Anrufers im Obergeschoss mag auch die traditionelle Rolle des dominanten Mannes über die Frau (im Untergeschoss) repräsentieren.

## Rezeption
Die Sage wurde in mehreren Spielfilmen aufgegriffen. So basiert der Film Das Grauen kommt um 10 (When a Stranger Calls, 1979) auf der Sage, in Jessy – Die Treppe in den Tod (1974) versteckt sich ein Mörder auf dem Dachboden einer Studentinnenvereinigung und ruft nach jedem Mord an. Und in Düstere Legenden (1998) ist die Sage Thema eines Hochschulseminars. Anspielungen auf die Sage finden sich in einer Reihe von Filmen wie Die Nacht der Abenteuer (1987), Innocent Babysitter (1995), The Call (2003) oder Unbekannter Anrufer (2006). In Otto – Der neue Film (1987) wird die Sage hingegen humorvoll aufgegriffen, in dem sich der Anrufer und vermeintliche Mörder als Telefonstreich des Kindes selbst (mit verstellter Stimme) entpuppt.